# Nazra Palestine Short Film Festival
Il Nazra Palestine Short Film Festival è un festival cinematografico itinerante e competitivo che si svolge annualmente in Italia dal 2017. È stato fondato dalle associazioni no-profit Restiamo Umani con Vik e Assopace Palestina per promuovere i cortometraggi che rappresentano la cultura palestinese.

## Storia
Il Nazra Palestine Short Film Festival nasce a Venezia nel 2017 come progetto di cinema dell'associazione Restiamo Umani con Vik, dedicata a Vittorio Arrigoni. L'idea era di offrire al pubblico uno sguardo sulla Palestina (Nazra in arabo significa "sguardo"). Dalla collaborazione con Assopace Palestina di Luisa Morgantini e il supporto delle municipalità, è nata una rassegna cinematografica itinerante, che a partire da Venezia attraversa alcune città italiane.
Con il supporto di università e ulteriori gruppi organizzativi quali la École Cinéma di Napoli e l'Italian Center for Cultural Exchange-Vik di Gaza, il festival ha assunto un carattere internazionale ed è diventato un'occasione di dialogo per approfondire la conoscenza sulla Palestina insieme a scrittori, giornalisti e registi internazionali. Le proiezioni del Nazra, con il sussueguirsi delle edizioni, hanno avuto luogo non solo in Italia ma anche in Europa e in Palestina. La presidente del festival è Meri Calvelli.

## Programma
Il concorso prevede tre sezioni competitive: fiction, documentari e film sperimentali. Si possono candidare cortometraggi prodotti entro i due anni precedenti l'edizione corrente, con durata massima di 20 minuti, i cui contenuti trattino tematiche sulla Palestina. Ai premi di categoria viene assegnato un premio in denaro dal valore di €500. La cerimonia si svolge a Venezia, ed è presieduta da una Giuria Internazionale. I membri di giuria sono selezionati fra le figure di rilievo operanti nell’ambito artistico italiano e palestinese.

## I vincitori
| Anno | Categoria                        | Film                                              | Menzioni speciali |
| ---- | -------------------------------- | ------------------------------------------------- | --- |
| 2017 | Miglior film palestinese         | Ave Maria di Basil Khalil                         | No exit di Mohanad Yaqubi Shujayya di Mohammed Almughanni The pianist of Yarmouk di Vikram Ahluwalia Ocean of Injustice di Farah Nabulsi |
| 2017 | Miglior film straniero           | One minute di Dina Naser                          | No exit di Mohanad Yaqubi Shujayya di Mohammed Almughanni The pianist of Yarmouk di Vikram Ahluwalia Ocean of Injustice di Farah Nabulsi |
| 2017 | Miglior documentario palestinese | Mate superb di Hamdi Al Hroub                     | No exit di Mohanad Yaqubi Shujayya di Mohammed Almughanni The pianist of Yarmouk di Vikram Ahluwalia Ocean of Injustice di Farah Nabulsi |
| 2017 | Miglior documentario straniero   | High Hopes di Guy Davidi                          | No exit di Mohanad Yaqubi Shujayya di Mohammed Almughanni The pianist of Yarmouk di Vikram Ahluwalia Ocean of Injustice di Farah Nabulsi |
| 2018 | Miglior film                     | Bonboné di Rakan Mayasi                           | Bonboné di Rakan Mayasi Gaza di Carles Bover Martínez e Julio Pérez del Campo                                                            |
| 2018 | Miglior documentario             | The Foreigner di Natalie Jubeh                    | Bonboné di Rakan Mayasi Gaza di Carles Bover Martínez e Julio Pérez del Campo                                                            |
| 2018 | Miglior film sperimentale        | Memory of the Land di Samira Badran               | Bonboné di Rakan Mayasi Gaza di Carles Bover Martínez e Julio Pérez del Campo                                                            |
| 2018 | Premio Vittorio Arrigoni         | La piscina di Gaza di Amjad Tantish               | Bonboné di Rakan Mayasi Gaza di Carles Bover Martínez e Julio Pérez del Campo                                                            |
| 2019 | Miglior film                     | Strange cities are familiar di Saeed Taji Farouky | VIK Restiamo Umani di Giulia Cacchioni Bloody Basil di Elia Ghorbiah                                                                     |
| 2019 | Miglior documentario             | The bus driver di Iyad Alasttal                   | VIK Restiamo Umani di Giulia Cacchioni Bloody Basil di Elia Ghorbiah                                                                     |
| 2019 | Premio Nazrat al-Shebab          | Window di Ali Okeh                                | VIK Restiamo Umani di Giulia Cacchioni Bloody Basil di Elia Ghorbiah                                                                     |
| 2019 | Premio Vittorio Arrigoni         | Tour de Gaza di Flavia Cappellini                 | VIK Restiamo Umani di Giulia Cacchioni Bloody Basil di Elia Ghorbiah                                                                     |